# Fritz Rott (Mediziner)
Fritz Rott (* 15. April 1878 in Gleiwitz, Oberschlesien; † 17. April 1959 in Baden-Baden) war ein deutscher Kinderarzt, Sozialpädiater und Hochschullehrer in Berlin.

## Leben
Rott legte 1898 das Abitur am Realgymnasium Michaeli in Nürnberg ab. Er studierte zunächst Mathematik und Architektur, dann Medizin an der Friedrichs-Universität Halle. Seit 1899 war er Mitglied, später Ehrenmitglied des Corps Teutonia Halle. 1949 erhielt er auch das Band des Hallenser Nachfolgecorps Saxonia Frankfurt am Main. Nach dem Staatsexamen 1905 arbeitete er in der Gynäkologie und im Berliner Kinderasyl. Bis 1911 lernte er als Assistenzarzt bei Otto Heubner an der Kinderklinik der Charité. Dem Berliner Krippenverein, Krippenhaus für Säuglings- und Kleinkinderschutz und -versorgung, blieb er zeitlebens, zeitweilig als Präsident, eng verbunden.
1911 wurde Rott Oberarzt bei Leo Langstein im Kaiserin-Auguste-Viktoria-Haus (KAVH). Dort baute er das Organisationsamt für Säuglings- und Kleinkinderschutz auf, das erstmals statistische Daten zu den Gründen der Kindersterblichkeit erhob. Zur selben Zeit wurde er Leiter der Säuglingsstation. Seit 1919 Professor, wurde er 1922 einer der Direktoren des KAVH. Im selben Jahr wurde er in den Reichsgesundheitsrat berufen. Über die 1923 von ihm mitbegründete Arbeitsgemeinschaft sozialhygienischer Reichsverbände trat das Organisationsamt des KAVH erst spät mit dem Reichsgesundheitsamt in Verbindung. Als Schüler des Sozialhygienikers Alfred Grotjahn habilitierte er sich 1928 und war Gründer, Herausgeber und Autor einschlägiger Fachzeitschriften. Der Völkerbund berief ihn in die Hygienekommission. Auf sein Betreiben war die perinatale Sterblichkeit ein Thema beim internationalen Kongress des Kinderschutzbundes in Genf. Zum 1. Mai 1933 trat er der NSDAP bei (Mitgliedsnummer 3.018.167).
Nach Langsteins Tod geriet Rott im Zuge der Gleichschaltung der Einrichtung mit dem neuen Klinikleiter in Auseinandersetzungen, wobei es neben politischen Differenzen insbesondere um Fragen der medizinischen Ausrichtung des Krankenhauses ging. Unter der neuen Leitung war beabsichtigt, das Krankenhaus in einen reinen Klinikbetrieb umzuwandeln. 1934 wurde er von den Nationalsozialisten aus dem Direktorenamt im KAVH gedrängt.
Rott erhielt jedoch als wissenschaftlicher Mitarbeiter eine Anstellung beim Reichsgesundheitsamt. Diesem bzw. dessen Präsidenten Hans Reiter war vom zuständigen Reichsinnenministerium (RmdI) im Oktober 1934 die Betreuung der wissenschaftlichen Gesellschaften und der medizinischen Kongresse übertragen worden. Fritz Rott war innerhalb des RGA´s der hierfür zuständige Referent.
Als Honorarprofessor für Soziale Hygiene wirkte er ab 1939 an der Friedrich-Wilhelms-Universität Berlin. Die Beantragung der Honorarprofessur wurde seitens des Dekans mit Rotts Verdiensten um die „Neuordnung“ der medizinisch-wissenschaftlichen Gesellschaften begründet. Rott gewann schließlich 1942 einen Rechtsstreit um seine Entlassung aus dem KAVH, kehrte jedoch nicht in das Krankenhaus zurück.
Nach dem Ende des Zweiten Weltkrieges lebte Rott in Baden-Baden, wo er sich weiter im privaten Rahmen mit sozialpädiatrischen Fragestellungen beschäftigte.